# Игнатий III Йерисовски и Светогорски
Игнатий (на гръцки: Ιγνάτιος, Игнатиос) е гръцки духовник, епископ на Вселенската патриаршия.

## Биография
Роден е около 1755 година. В 1785 година става архидякон на митрополит Яков Солунски. На 4 март 1789 година, втора неделя от Великия пост памет на Свети Григорий Велики Солунски, той е ръкоположен за епископ на Йерисос и Света гора. Той играе активна роля в Гръцката революцията от 1821 година, но успява да запази мястото си след поражението си от османците. Наместник е на Солунската митрополия от 4 април 1823 година до март 1824 година. В Патриаршеската грамота от 4 април 1823 година Игнатий е възхвален от Патриаршията „като благороден, почтен и стар архиерей, опитен и познавач на епархията си“. Умира между 1836 и 1838 година.